# Ouzom
Der Ouzom ist ein Fluss in Frankreich, in den Regionen Okzitanien und Nouvelle-Aquitaine.

## Verlauf
Sein Quellbach Arriou de l’Escala entspringt in den Pyrenäen, an der Nordflanke des Pic de Louesque (2553 m), im Gemeindegebiet von Arbéost, nahe dem Col du Soulor. Der Fluss entwässert generell in nördlicher Richtung und mündet nach rund 33 Kilometern im Gemeindegebiet von Igon als linker Nebenfluss in einen Seitenarm des Gave de Pau.
Auf seinem Weg durchquert der Ouzom die Départements Hautes-Pyrénées und Pyrénées-Atlantiques.

## Orte am Fluss
(Reihenfolge in Fließrichtung)
- Arbéost
- Ferrières
- Arthez-d’Asson
- Asson
- Igon

## Bergbau
Im Tal wurde im 19. Jahrhundert Bergbau betrieben. Bei Ferrières hat man von 1512 bis 1866 Eisenerz abgebaut. Danach stand die Mine Baburet still bis 1923. Am 28. Februar 1962 wurde sie dann endgültig geschlossen. Die Geleise der Bahn die das Material aus dem Tal nach Nay fuhr wurden abgebaut. Zu sehen sind noch die Tunnels und Brücken, die nun als Straße oder Fußweg benützt werden.

## Galerie

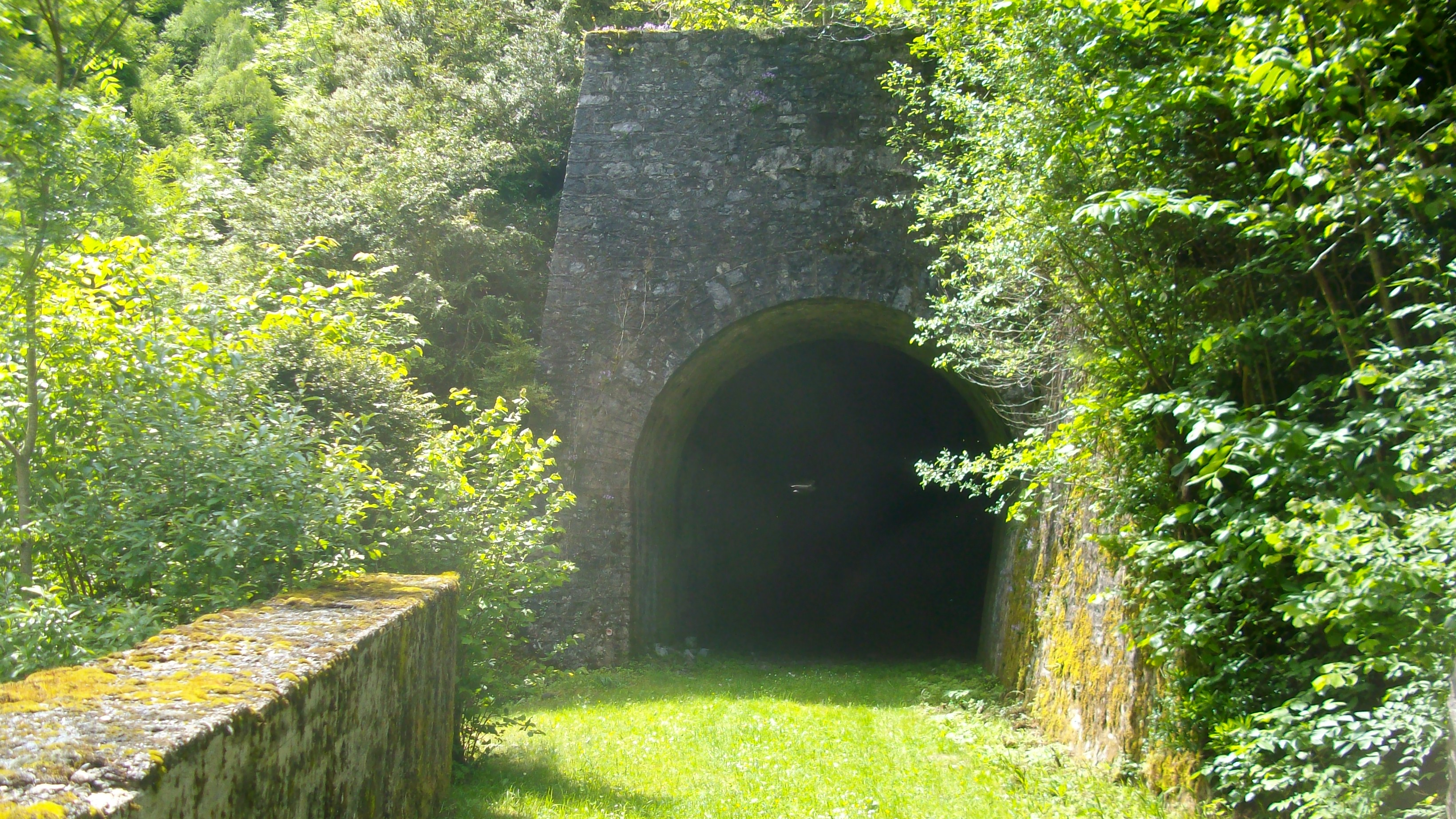
Ehemaliges Trasse und Tunnel der Bergbaubahn bei Ferrières
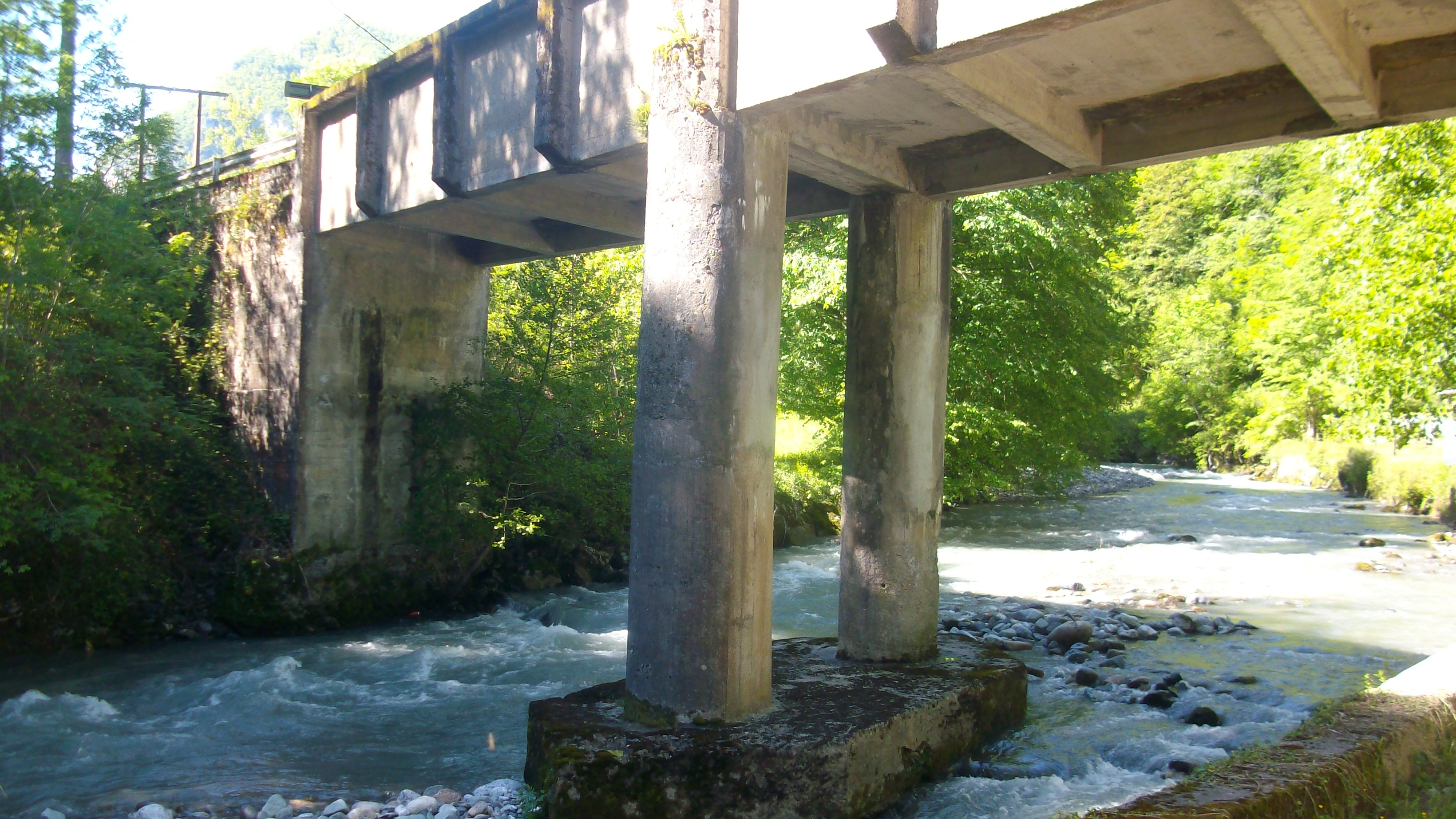
Ehemalige Eisenbahnbrücke südlich von Arthez-d’Asson
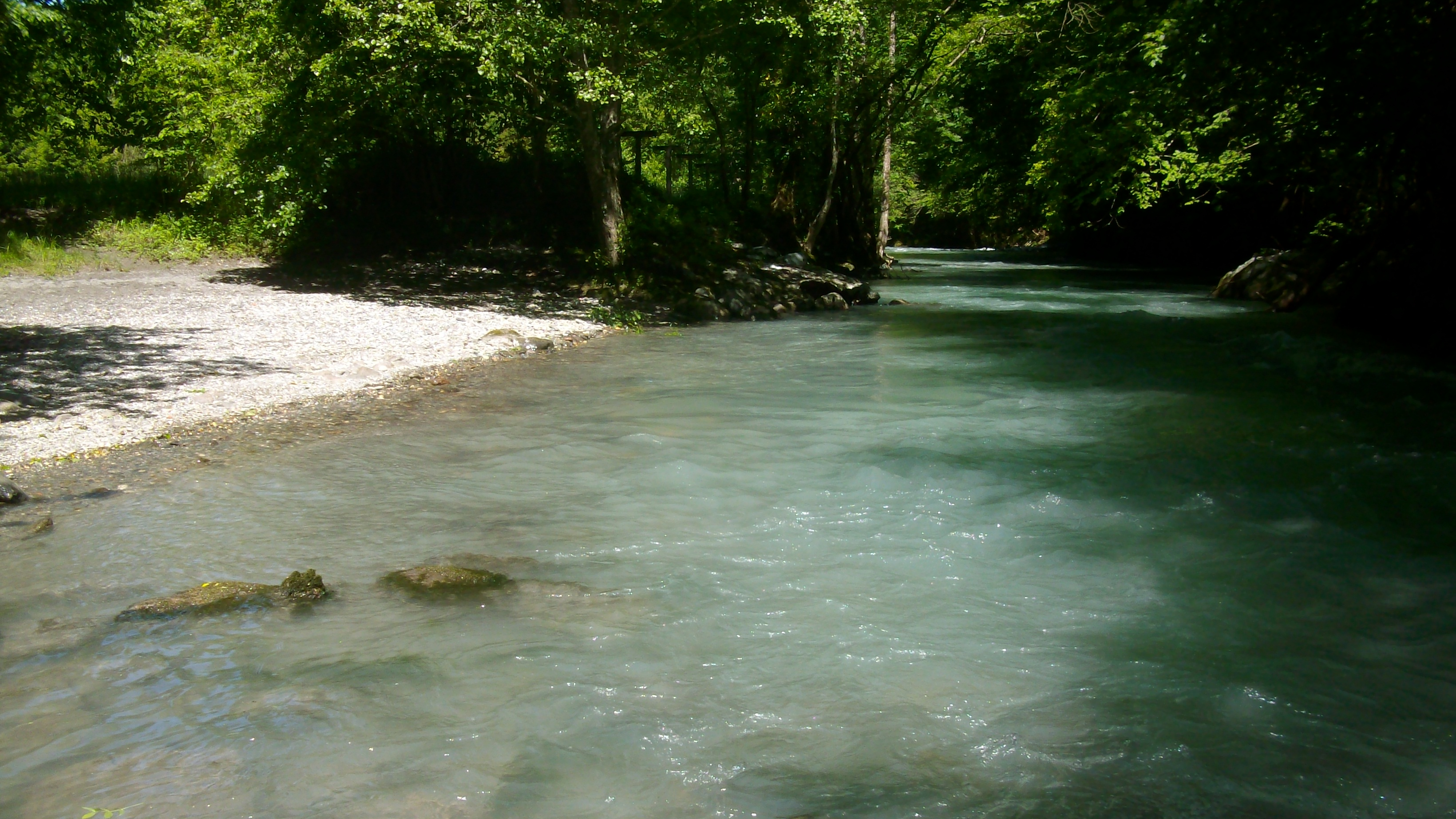
Ouzom